# Liste des comtes de Rodez
 (juin 2025).
La liste des comtes de Rodez présente les différents seigneurs qui se sont succédé à la tête du comté de Rodez.
Ils ne doivent pas être confondus avec les comtes de Rouergue.

## Maison de Millau

### Vicomtes de Millau et de Rodez
Richard Ier de Millau († entre 1013 et 1023), vicomte de Millau et de Rodez, frère ou fils de Bernard, vicomte de Gévaudan
marié à Sénégonde, fille de Guillaume,  vicomte de Béziers
Richard II († 1050/1051), vicomte de Millau et de Rodez en 1023, fils du précédent
marié à Richilde, fille de Bérenger,  vicomte de Narbonne

### Vicomte de Carlat et de Rodez
Bérenger († 1080/1096), vicomte de Millau et de Rodez en 1051, fils du précédent
marié à Adèle, fille de Girbert,  vicomte de Carlat, et de Nobilia,  vicomtesse de Lodève
Richard III († 1119/1132), vicomte de Rodez et de Carlat, fils du précédent. En 1096, il reçoit de Raymond de Saint-Gilles, comte de Toulouse et de Rouergue, une partie du comté de Rouergue en gage. En 1112, Alphonse Jourdain, fils de Raymond IV, abandonne ses droits sur le comté et Richard prend le titre de comte de Rodez.

### Comtes de Rodez
1112-ap.1119 : Richard (1050/1065 † 1119/1132)
av.1132-ap.1154 : Hugues Ier († 1154/1170), comte de Rodez, fils du précédent
marié à Ermengarde de Creyssels († 1196)
av.1162-ap.1195 : Richard II († ap.1195), comte de Rodez, fils du précédent[réf. nécessaire]
av.1162-1208 : Hugues II (1135 † 1208), comte de Rodez, frère du précédent
marié en 1154 avec Agnès d'Auvergne
a pour maîtresse en 1172 Bertrande d'Amalon
Hugues III († 1196), comte de Rodez associé, fils d'Hugues II et d'Agnès d'Auvergne
Guillaume († 1208), comte de Rodez associé, fils d'Hugues II et d'Agnès d'Auvergne

Comtes de Rodez : De gueules, au léopard lionné d'or.

1208-1222 : Henri Ier (1175 † 1222), comte de Rodez, fils d'Hugues II et de Bertrande d'Amalon
marié vers 1212 à Algayette de Scorailles
1221-1274 : Hugues IV (1212 † 1274), fils du précédent
marié à Isabeau de Roquefeuil († 1271), petite fille de Raymond Ier de Roquefeuil, vicomte de Creyssel, auteur d'une seconde maison dite de Roquefeuil-Anduze..
1274-1304 : Henri II (1236 † 1304), comte de Rodez, fils du précédent. 
marié à en 1256 à Marquise des Baux, puis en 1270 à Mascarosse de Comminges († 1292)
1304-1313 : Cécile (1275 † 1313), comtesse de Rodez, fille du précédent
mariée en 1298 à Bernard VI, comte d'Armagnac, († 1319)

## Maison d'Armagnac

Comtes d'Armagnac et de Rodez : Écartelé, aux 1 et 4 d'argent au lion de gueules, aux 2 et 3 de gueules au léopard lionné d'or.

1313-1373 : Jean Ier (1311 † 1373), comte d'Armagnac et de Rodez, fils du précédent.
marié en 1327 à Béatrice de Clermont († 1364), comtesse de Charolais
1373-1384 : Jean II († 1384), comte d'Armagnac et de Rodez, fils du précédent.
marié en 1359 à Jeanne de Périgord
1384-1391 : Jean III († 1391), comte d'Armagnac et de Rodez, fils du précédent.
marié en 1378 à Marguerite (1363 † 1443), comtesse  de Comminges
1391-1418 : Bernard VII (v. 1360 † 1418), comte d'Armagnac et de Rodez et connétable de France, frère du précédent.
marié à Bonne de Berry (1365 † 1435)
1418-1450 : Jean IV (1396 † 1450), comte d'Armagnac et de Rodez, fils du précédent.
marié en 1407 à Blanche de Bretagne (1395 † 1419), puis en 1419 avec Isabelle d'Évreux (1395 † 1450)
1450-1473 : Jean V (1420 † 1473), comte d'Armagnac et de Rodez, vicomte de Lomagne, fils du précédent et d'Isabelle d'Evreux.
marié en 1469 avec Jeanne de Foix
1473-1497 : Charles Ier (1425 † 1497), comte d'Armagnac et de Rodez, frère du précédent.
marié en 1468 à Catherine de Foix († 1510)

## Maison de Valois-Alençon
1497-1525 : Charles II (1489 † 1525), duc d'Alençon, petit-neveu du précédent
marié en 1509 à Marguerite d'Angoulême (1492 † 1549)

## Maison d'Albret
1527-1555 : Henri d'Albret (1503 † 1555), roi de Navarre, comte de Foix, de Bigorre, de Périgord, d'Armagnac et de Rodez, vicomte de Limoges et de Béarn, seigneur d'Albret
second époux (en 1527) de Marguerite d'Angoulême (1492 † 1549)
1555-1572 : Jeanne d'Albret (1528 † 1572), fille des précédents, reine de Navarre, ...
- marié en 1548 à Antoine de Bourbon (1518 † 1562), duc de Vendôme

1572-1589 : Henri (1553 † 1610), devient roi de France sous le nom d'Henri IV.